# ناحیه کانزاس، شهرستان ادگار، ایلینوی
ناحیه کانزاس (به انگلیسی: Kansas Township) یک منطقهٔ مسکونی در ایالات متحده آمریکا است که در شهرستان ادگار، ایلینوی واقع شده‌است. ناحیه کانزاس ۲۱۷ متر بالاتر از سطح دریا واقع شده‌است.